# Сіглервілл (Пенсільванія)
Сіглервілл (англ. Siglerville) — переписна місцевість (CDP) в США, в окрузі Міффлін штату Пенсільванія. Населення — 98 осіб (2020).

## Географія
Сіглервілл розташований за координатами 40°44′13″ пн. ш. 77°31′55″ зх. д. / 40.73694° пн. ш. 77.53194° зх. д. (40.736848, -77.531856).  За даними Бюро перепису населення США в 2010 році переписна місцевість мала площу 0,31 км², уся площа — суходіл.

## Демографія
Згідно з переписом 2010 року, у переписній місцевості мешкало 106 осіб у 45 домогосподарствах у складі 37 родин. Густота населення становила 345 осіб/км².  Було 47 помешкань (153/км²).
Расовий склад населення:
| - 95,3 % — білих - 1,9 % — азіатів |

До двох чи більше рас належало 2,8 %. Частка іспаномовних становила 0,0 % від усіх жителів.
За віковим діапазоном населення розподілялося таким чином: 18,9 % — особи молодші 18 років, 64,1 % — особи у віці 18—64 років, 17,0 % — особи у віці 65 років та старші. Медіана віку мешканця становила 47,3 року. На 100 осіб жіночої статі у переписній місцевості припадало 92,7 чоловіків;  на 100 жінок у віці від 18 років та старших — 87,0 чоловіків також старших 18 років.
Середній дохід на одне домашнє господарство  становив 47 610 доларів США (медіана — 40 870), а середній дохід на одну сім'ю — 47 610 доларів (медіана — 40 870). 
Цивільне працевлаштоване населення становило 68 осіб. Основні галузі зайнятості: мистецтво, розваги та відпочинок — 48,5 %, будівництво — 30,9 %, освіта, охорона здоров'я та соціальна допомога — 11,8 %, виробництво — 8,8 %.